# Union pour la France
Pour les articles homonymes, voir Union pour la France (homonymie) et UPF.
L'Union pour la France (UPF) est une coalition électorale française, lancée en 1990 par le Rassemblement pour la République (RPR) et l'Union pour la démocratie française (UDF), qui vise à rassembler la totalité des partis de la droite républicaine pour succéder aux gouvernements socialistes. L'UPF remporte un large succès aux élections législatives de 1993, avec 472 sièges sur 577. L'alliance disparaît en 1995.

## Contexte politique
La défaite de Jacques Chirac à l'élection présidentielle de 1988 sur fond d’affrontements avec Valéry Giscard d’Estaing et avec Raymond Barre sème le doute au RPR et dans le reste de la droite.
Après les élections municipales de mars 1989, et avant les élections européennes prévues pour juin de la même année, douze jeunes députés de l'opposition (six RPR et six UDF) se retrouvent réunis par un ressentiment partagé envers les trois « anciens » dirigeants (Chirac, Barre, Giscard), devenus à leurs yeux synonymes de « machine à perdre ». Il s'agit, pour le RPR, de Philippe Séguin, Michel Noir, Alain Carignon, Étienne Pinte, Michel Barnier et François Fillon, et pour l'UDF de Dominique Baudis, François Bayrou, Charles Millon, François d'Aubert, Philippe de Villiers et Bernard Bosson. Les Rénovateurs ambitionnent alors de présenter une liste unique d’opposition aux élections européennes de juin 1989,.
La popularité de Dominique Baudis et Michel Noir (récemment élu maire de Lyon) vaut un certain succès, notamment médiatique, au mouvement. Toutefois des dissensions apparaissent, en particulier sur l'Europe, où les positions souverainistes de Philippe Séguin s'avèrent incompatibles avec l'approche fédéraliste de François Bayrou. Finalement, la tentative des Rénovateurs  échoue, la liste conduite par Simone Veil aux élections européennes recueillant seulement 8,43 % des voix.
Début 1990, à l'approche des assises du RPR où pour la première fois, la formation gaulliste va désigner ses instances dirigeantes à la proportionnelle, Philippe Séguin fait alliance avec Charles Pasqua pour « régénérer le RPR » en s'inspirant « du message du général de Gaulle ». Ils sont notamment accompagnés dans leur démarche par François Fillon, Michel Barnier, Étienne Pinte, Franck Borotra, Élisabeth Hubert, Jean de Boishue et Jacques Kosciusko-Morizet. Tous défendent une ligne souverainiste sur les questions européennes et se réclament d'une position authentiquement gaulliste.
Sentant le danger, et menaçant de démissionner du parti s'il n'obtient pas les deux tiers des votes des militants, Jacques Chirac, qui avait initialement prévu de se tenir au-dessus de la mêlée, s'engage fermement en faisant sien le texte proposé par Alain Juppé. Finalement, le courant Pasqua-Séguin obtient 31,68 % des voix lors des assises du RPR au Bourget, le 11 février 1990, et Jacques Chirac est réélu président du parti.

## Historique

### Constitution (1990-1991)
Des « États généraux de l’opposition » ont lieu au printemps 1990, qui débouchent sur la formation de l'UPF le 26 juin 1990.
Un peu moins d'un an après la constitution de l'UPF, la nomination d'Édith Cresson comme premier ministre dynamise le débat politique et réveille une droite démobilisée par le positionnement politique centriste de Michel Rocard. C'est dans ce contexte que les principales composantes de l'UPF (RPR et UDF) signent la charte de l'Union pour la France qui prévoit une candidature unique de l'UPF aux élections législatives futures et un mécanismes de primaires pour la désignation du candidat de l'opposition pour l'élection présidentielle de 1995. La charte est saluée par les principaux dirigeants de l'opposition:

« Trop longtemps l'opposition a été divisée, pour des raisons souvent d'ailleurs incompréhensibles pour nos électeurs, qui tenait plus à des ambitions partisanes ou personnelles qu'à des exigences réelles. »

— Jacques Chirac, président du RPR, 12 juin 1991

« Nous avons signés aujourd'hui l'ensemble des membres des deux formations de l'UDF et du RPR un accord d'union qui a une conséquence pratique - tout à fait simple pour tout le monde - c'est qu'il y aura un candidat unique de l'opposition à toutes les prochaines élections. »

— Valéry Giscard d'Estaing, président de l'UDF, 12 juin 1991
Cette structure d'union est créée afin d'établir un programme commun de gouvernement pour les législatives prévues fin avril 1993, c'est-à-dire trois ans après, et pour « étouffer » les actions des Rénovateurs, qu'ils soient au sein du RPR ou de l'UDF.

### Déclin et disparition (1994-1995)
L'UPF se délite courant 1994 et début 1995, lorsque des signes médiatiques concordants et des indiscrétions laissent à penser qu'Édouard Balladur sera effectivement candidat à l'élection présidentielle.
Les « chiraquiens historiques » se replient sur le RPR, tandis que les « balladuriens » gagnent à leur cause l'UDF et une partie des députés RPR.
L'alliance UPF vole en éclats lorsque Jacques Chirac est élu président de la République en mai 1995, chacun des partis, RPR et UDF, reprenant son entière liberté.

## Gestion de l'UPF
Une équipe paritaire est mise en place.
Le but est double :
- d'une part, établir un programme commun de gouvernement ;
- d'autre part, fixer les candidatures communes UPF dans les circonscriptions, en établissant une équité globale entre RPR et UDF.

La question est aussi posée de savoir s'il sera possible d'organiser éventuellement des « primaires » pour désigner un candidat unique de la droite à l'occasion de l'élection présidentielle de 1995.
L'entreprise se déroule correctement ; la droite gagne très largement les élections législatives françaises de 1993.

### Sources bibliographiques
: source utilisée pour la rédaction de cet article
- Pierre Bréchon, Les partis politiques français, 2005, Documentation française, p. 94.
- Charles Pasqua, Ce que je sais, tome 2 : Un magnifique désastre (1988-1995), Le Seuil, 2008, spécialement p. 70 à 72.